# Eucalyptus globoidea
Eucalyptus globoidea, conocida por el nombre común de corteza fibrosa blanca ("white stringybark"), es una especie de eucalipto perteneciente a la familia de las mirtáceas.

## Descripción
Es un árbol nativo del este de Australia.  Tiene la corteza fibrosa y ancha, usualmente de color gris claro sobre café rojizo.  También es conocido por sus hojas verdes brillosas distintivas en su edad adulta.  Le favorecen los climas húmedos y subhúmedos en su nativa Australia.

## Taxonomía
Eucalyptus globoidea fue descrita por William Faris Blakely y publicado en Journal and Proceedings of the Royal Society of New South Wales 61: 157. 1927.
Etimología
Eucalyptus: nombre genérico que proviene del griego antiguo: eû = "bien, justamente" y kalyptós = "cubierto, que recubre". En Eucalyptus L'Hér., los pétalos, soldados entre sí y a veces también con los sépalos, forman parte del opérculo, perfectamente ajustado al hipanto, que se desprende a la hora de la floración.
globoidea: epíteto latíno que significa "esférica".
Sinonimia
- Eucalyptus yangoura Blakely
- Eucalyptus deformis Blakely[4]